# Headlines (Friendship Never Ends)
Pour les articles homonymes, voir Headlines.
Singles de Spice Girls
Let Love Lead The Way
(2000)
Headlines (Friendship Nevers Ends) est un single du groupe Spice Girls, extrait de la compilation Greatest Hits, sortit le 5 novembre 2007 au Royaume-Uni,,. La chanson est composée par les Spice Girls, Richard Stannard et Matt Rowe et produite par ces deux derniers,.
Les fonds du single, qui sont reverses à l’association Children In Need, atteint la 3e meilleure vente de singles physiques au Royaume-Uni, tout en s’érigeant dans le top 5 dans de nombreux pays. 

## Historique
Le 28 juin 2007, les cinq Spice Girls annoncent officiellement leur reformation pour une tournée mondiale. En outre, un Greatest Hits contenant deux chansons inédites, Headlines (Friendship Never Ends) et Voodoo est publié le 7 novembre 2007, ainsi qu'un documentaire retraçant la carrière du groupe,. Cette tournée se veut un « merci » aux fans, comme le précisent les Spice Girls pour qui il s’agira surtout de « célébrer le passé », voire « pour que nos enfants nous voient en Spice Girls », selon Victoria Beckham. Jamie King, choisi pour monter le spectacle, déclare que « collaborer avec les Spice Girls est une occasion unique de créer un show live vraiment emblématique. Les réintroduire au monde sera sans aucun doute un évènement inoubliable. ». 
À l'origine, il est question de faire un concert unique, mais au vu de l'engouement du public, Virgin Records, 19 Management et les Spice Girls conviennent finalement d'un concert par continent, soit un total de 11 dates sont annoncées à travers le monde. Durant les vingt-quatre heures suivant l'annonce de ces concerts, plus d'un million de personnes s'inscrivent sur le site officiel du groupe afin d'obtenir des places. En octobre 2007, l'intégralité des ventes de billets se vendent en 38 secondes,. Dix-sept spectacles y seront finalement donnés à guichets fermés. Aux États-Unis, l'événement déclenche un réel engouement. Alors que les Spice Girls n'avaient pas prévu d'être si longtemps sur les routes, en raison de leurs engagements en solo, la tournée totalisera finalement 47 dates à travers le monde dont 35 complètes et fera étape notamment à New York, Londres, Pékin, Madrid, Toronto, Montréal, Sydney, Le Cap et Buenos Aires.
Débuté à Vancouver le 2 décembre 2007, la tournée se classe au premier rang des records de ventes de billets à l'O2 Arena de Londres dans le classement mondial Billboard,. Une tournée qui s'est également classée numéro huit dans le classement mondial des tournées 2008, par rapport au nombre de spectateurs, le nombre de spectacle, et le nombre de salles complètes,. Et elle est la troisième tournée la plus rentable de l'année,. Un million d'exemplaires de leur album Greatest Hits s'est vendu en cinq jours. Un documentaire de deux heures réalisé par Bob Smeaton (notamment à l'origine du documentaire The Beatles Anthology), retraçant toute la carrière du groupe, a été diffusé en décembre 2007 sur les télévisions australienne et britannique,. Au total, 107 millions de tickets ont été vendus pour leur tournée mondiale The Return Of The Spice Girls, du 2 décembre 2007 au 26 février 2008.

## Performance commerciale
Headlines (Friendship Never Ends), qui est publiée le 5 novembre 2007 au Royaume-Uni, atteint la 3e meilleure vente de singles physiques au Royaume-Uni, tout en s’érigeant dans le top 5 dans de nombreux pays. 

## Clip vidéo
Le vidéoclip qui accompagne la chanson, est réalisé par Anthony Mandler. Il y démontre les cinq chanteuses, interprétant ce titre dans une immense salle à manger,.

## Liste et formats
- CD single

1. Headlines (Friendship Never Ends)  - 3:28
2. Wannabe [Soul Seekerz 2007 Mix] - 6:56

## Classement hebdomadaire
| Chart (2007)                    | Peak position |
| ------------------------------- | ------------- |
| Australie                       | 74            |
| Autriche                        | 67            |
| Flandre                         | 11            |
| Wallonie                        | 19            |
| Canada                          | 42            |
| Allemagne                       | 46            |
| Irelande                        | 29            |
| Italie                          | 2             |
| Pays-Bas                        | 52            |
| Ecosse                          | 7             |
| Espagne                         | 2             |
| Suède                           | 3             |
| Royaume-Uni                     | 11            |
| Royaume-Uni (Singles physiques) | 3             |
| US Billboard Hot 100            | 90            |